# 2016
2016 (MMXVI) var ett skottår som började på en fredag i den gregorianska kalendern.

## Händelser

### Januari
- 1 januari

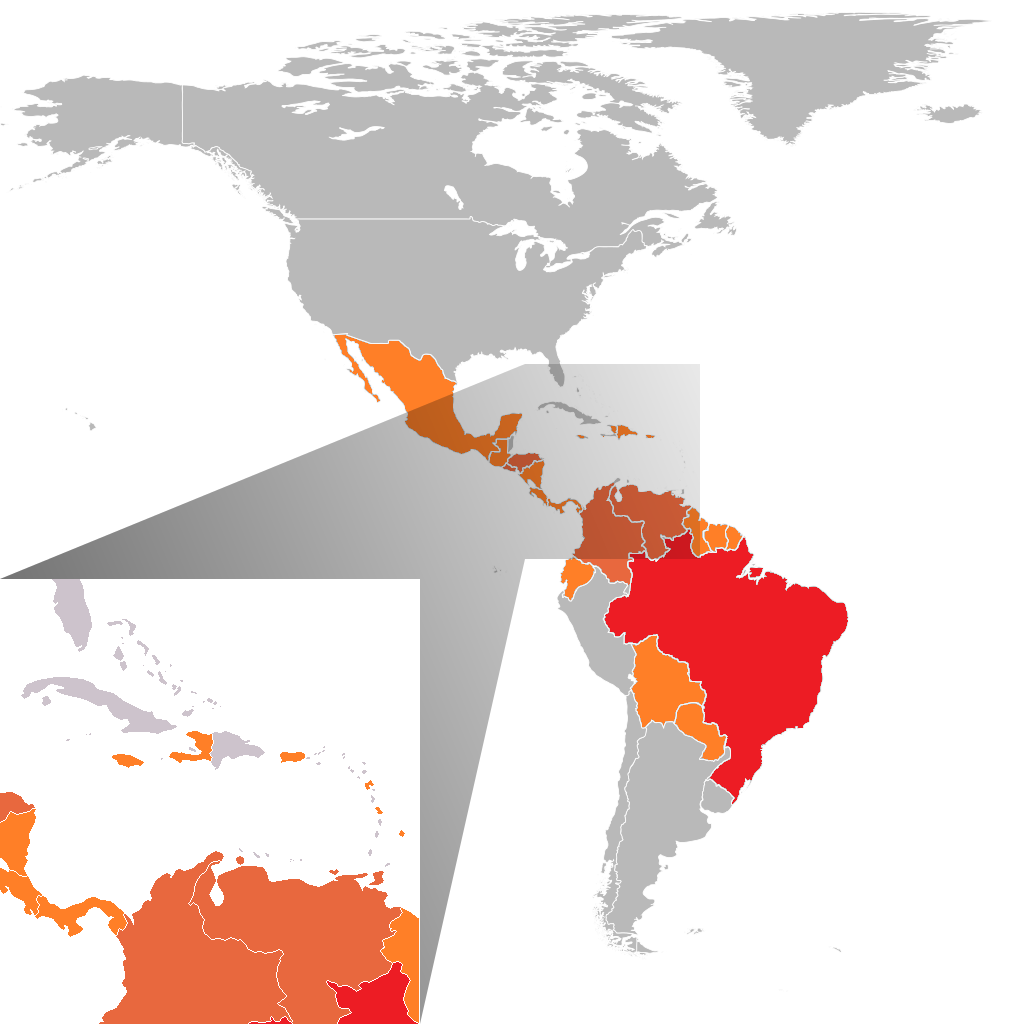
Zikavirusets utbredning på den amerikanska kontinenten i januari 2016.

  - Ett frihandelsavtal mellan Ukraina och EU träder i kraft samtidigt som Ryssland säger upp sitt frihandelsavtal med Ukraina.[1][2]
  - Över 600 anmälningar av sexuella övergrepp inkommer på nyårsnatten i Köln, Tyskland. Enligt både åklagare och polis kommer de flesta misstänkta från Nordafrika.
- 3 januari – Saudiarabiens inrikesdepartement uppger att man har avrättat 47 personer. En av de avrättade är den shiamuslimske religiöse ledaren och regimkritikern Nimr al-Nimr.[3]
- 4 januari – Till följd av migrationskrisen i Europa införs transportöransvar vid resa från Danmark till Sverige.[4]
- 6 januari – Nordkorea genomför sin första vätebombprovsprängning.[5]
- 8 januari – Ett postflygplan på väg från Oslo till Tromsö i Norge störtar i fjällen utanför Gällivare, Sverige. De två piloterna, som kommer från Spanien respektive Frankrike, omkommer.[6]
- 9 januari – Två misstänkta IS-medlemmar dödas och tre turister skadas i ett misslyckat attentat mot ett hotell i Hurghada, Egypten.[7]
- 12 januari –  13 personer dödas och 14 skadas i ett självmordsdåd i Istanbul, Turkiet. IS uppges ligga bakom dådet.[8]
- 14 januari
  - 7 personer dödas och 10 skadas i en serie bombdåd i Indonesiens huvudstad Jakarta. IS tar på sig dådet.[9]
  - Minst 27 människor dödas och över 30 skadas i en attack mot ett hotell och en restaurang i Ouagadougou, Burkina Faso. Al Qaida tar på sig dådet[10].
- 19 januari – En 15-årig pojke skjuts till döds i Akalla i norra Stockholm, samtidigt som pojkens 20-årige bror skottskadas.
- 23 januari – 55 personer omkommer då en av de värsta snöstormarna sedan 1800-talet, kallad bland annat "Snowzilla" och "Jonas", drabbar nordöstra USA.[11]
- 24 januari – Den 67-årige juristen Marcelo Rebelo de Sousa vinner presidentvalet i Portugal och tillträder den 9 mars.
- 25 januari – Ett knivbråk bryter ut på ett boende för ensamkommande flyktingbarn i Mölndal, Sverige. En kvinnlig anställd på boendet mördas sedan hon attackerats av en boende som sedan grips.[12]
- 27 januari – Den årliga Hindersmässan, en marknad med medeltida traditioner, börjar i Örebro, Sverige, och pågår i tre dagar.[13]
- 30 januari – Minst 86 personer dödas och över 50 skadas i en terrorattack genomförd av Boko Haram i utkanten av Maiduguri, Nigeria.[14]
- 31 januari
  - 12 personer omkommer i en våldsam brand på en klädfabrik i Moskva, Ryssland.[15]
  - Minst 60 personer dödas och över 100 skadas i bombdåd i Syriens huvudstad Damaskus. IS säger sig ligga bakom attackerna.[16]

### Februari
- 1 februari
  - 20 personer dödas och 29 skadas efter ett självmordsdåd i Afghanistans huvudstad Kabul.[17]
  - Världshälsoorganisationen klassar smittspridningen av zikaviruset som ett internationellt nödläge. Senast det hände var vid ebolautbrottet i Västafrika 2014.
- 6 februari – 117 personer omkommer och 550 skadas i en jordbävning av magnituden 6,4 i Kaohsiung, Taiwan.[18]
- 9 februari – 12 personer omkommer och 85 skadas vid en järnvägsolycka i Bad Aibling, Tyskland.[19]
- 10 februari – Årets vinnare av Polarpriset utnämns: den svenske musikproducenten Max Martin och den italienska operasångerskan Cecilia Bartoli.
- 11 februari – 470 000 har hittills dödats i inbördeskriget i Syrien.[20]
- 15 februari – Bosnien och Hercegovina ansöker om EU-medlemskap[21].
- 17 februari – 28 personer dödas och 61 skadas i ett bombdåd i Turkiets huvudstad Ankara.[22]
- 22 februari – USA och Ryssland ska ha kommit överens om ett avtal om formerna för att få stopp på stridigheterna i Syrien. Den tillfälliga vapenvilan mellan den syriska regimen och oppositionella rebellgrupper ska inledas den 27 februari, enligt ett förslag som USA och Ryssland enats om.[23]
- 26 februari
  - Parlamentsval hålls i Iran.
  - Schweizaren Gianni Infantino valdes till ordförande i Fifa.

### Mars

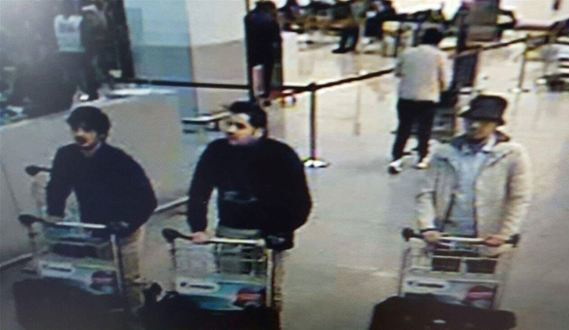
Bild från övervakningskamera föreställande tre misstänkta förövare på flygplatsen Zaventem innan attentatet sker.

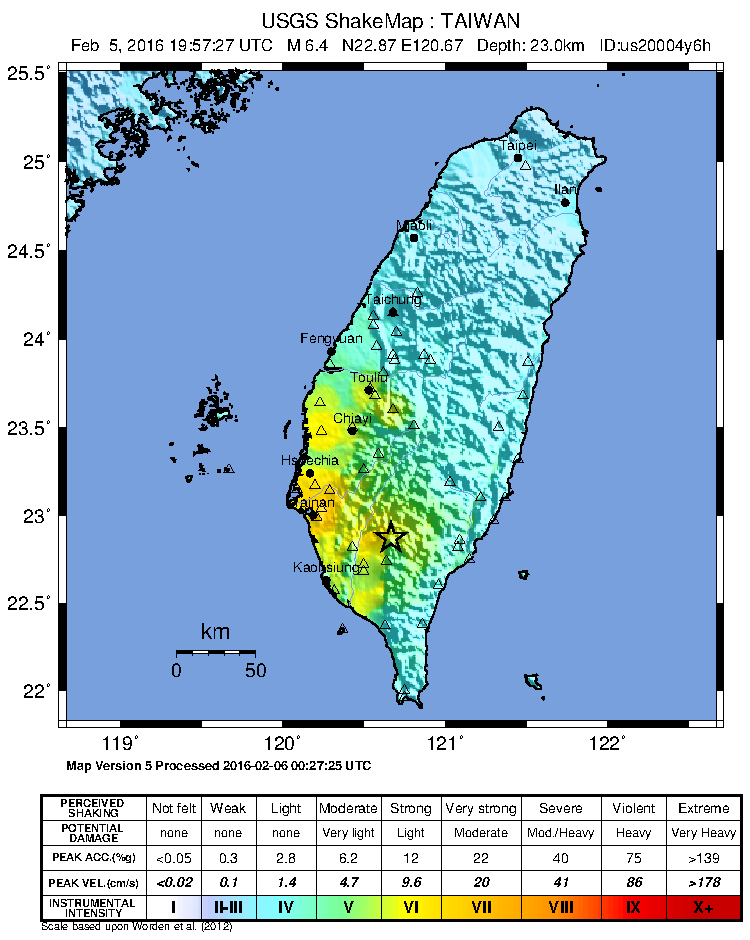
Jordbävningen i Kaohsiung 2016.

- 2 mars – Prins Oscar av Sverige föds. Han blir hertig av Skåne.
- 5 mars – Parlamentsval hålls i Slovakien[24].
- 11 mars
  - Kraftiga översvämningar drabbar Serbien[25].
  - Barn och funktionsnedsatta bränns levande av Sydsudanesiska regeringsstyrkor. Dessutom får styrkorna betalt genom att få tillåtelse att våldta kvinnor. Det visar en ny rapport från FN.[26]
- 13 mars – Minst 27 dödas och minst 75 skadas i en explosion vid en busstation i Ankara, Turkiet.
- 17 mars – Kurdiska partier utropar en självstyrande federation i de norra delarna av Syrien. Både den syriska regeringen samt oppositionen avfärdar dock utropandet av det så kallade Rojava – Norra Syrien.[27]
- 18 mars – Den ende kände överlevande gärningsmannen bakom terrordåden i Paris, Salah Abdeslam, skottskadas och grips vid en polisräd i stadsdelen Molenbeek i Bryssel, Belgien.
- 19 mars
  - Flydubai Flight 981 kraschlandar vid Rostov-na-Donus flygplats, Ryssland. Samtliga 62 dödas i olyckan.[28].
  - 5 dödas och 36 skadas i ett självmordsdåd i centrala Istanbul, Turkiet. Turkiska myndigheter lägger skuldens på den kurdiska motståndsrörelsen Kurdistans arbetarparti (PKK).[29]
- 22 mars – Terrordåden i Bryssel inträffar.
- 24 mars – Radovan Karadžić, president i Republika Srpska under Bosnienkriget, döms till 40 års fängelse av Internationella krigsförbrytartribunalen för det forna Jugoslavien som skyldig till Srebrenicamassakern.[30]
- 27 mars – Minst 72 personer dödas och nära 300 skadas i en självmordsattack i Lahore i Pakistan.
- 29 mars – EgyptAir Flight 181, på väg från Kairo till Alexandria i Egypten, kapas av en beväpnad man med ett falskt bombbälte och landar på Larnacas internationella flygplats på Cypern. Ingen dödas eller skadas.[31]
- 31 mars – Den serbiske nationalistledaren Vojislav Šešelj frias av Internationella krigsförbrytartribunalen för det forna Jugoslavien från anklagelser om krigsbrott och brott mot mänskligheten under jugoslaviska krigen[32].

### April

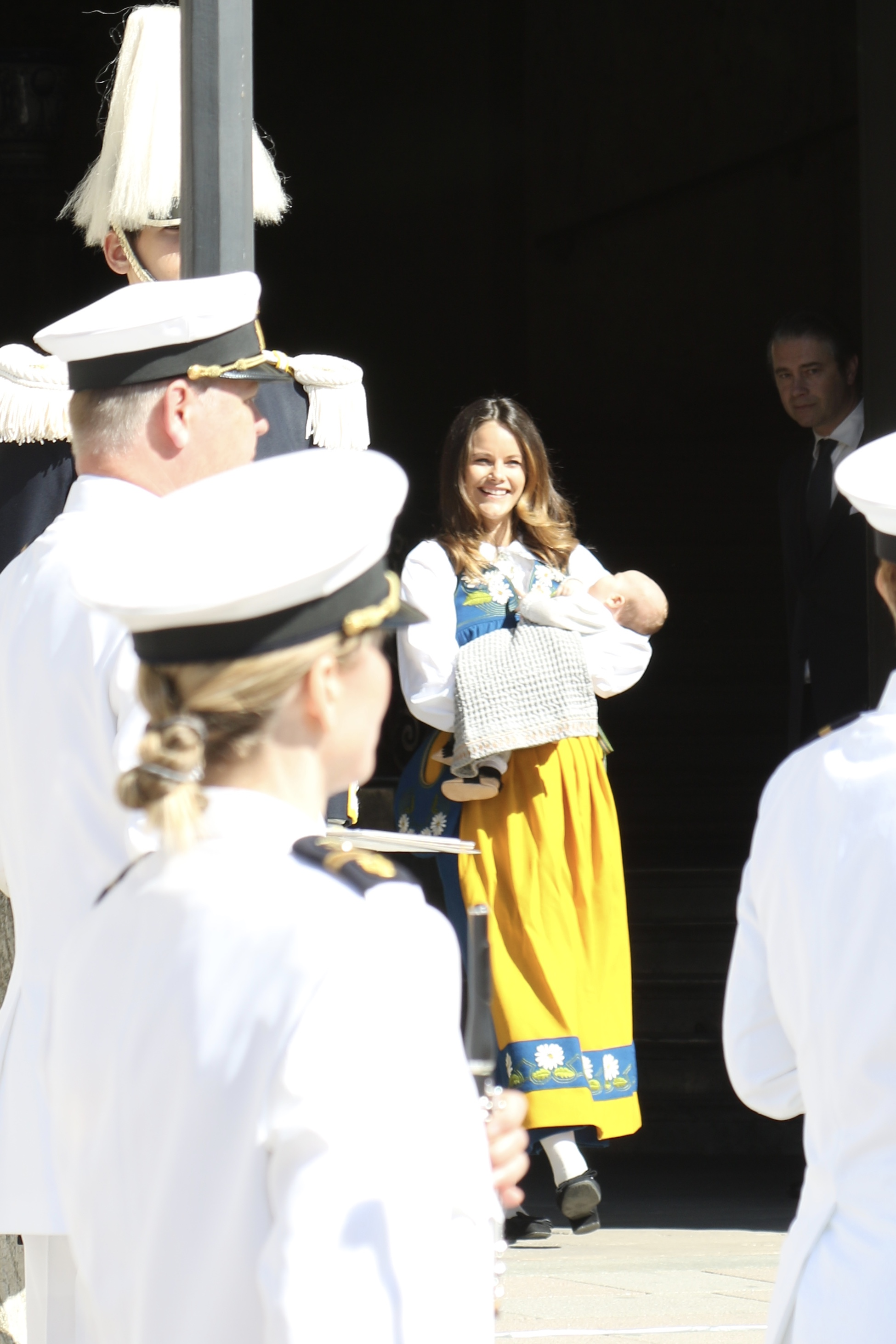
Prins Alexander föddes 19 april.

- 2 april – 12 personer dödas då armeniska soldater och trupper från Azerbajdzjan drabbar samman i den omstridda regionen Nagorno-Karabach.[33]
- 3 april – Azerbajdzjan utropar eldupphör i Nagorno-Karabach, men enligt Armenien fortsätter striderna[34].
- 4 april – Panamadokumenten, med 11,5 miljoner dokument om hur prominenta personer dolt tillgångar i skatteparadis, uppmärksammas.
- 10 april – Över 100 personer dödas och minst 200 skadas i en tempelbrand i Kerala i södra Indien[35].
- 13 april – Parlamentsval hålls i Syrien.
- 15 april – Den svenske brottslingen Lars-Inge Svartenbrandt omkommer i en lägenhetsbrand i Kopparberg.
- 16 april – Omkring 40 dödas och 2 000 skadas efter två kraftiga jordskalv i Kumamoto-provinsen i södra Japan.
- 17 april – Minst 233 människor dödas och fler än 1 500 skadas i ett kraftigt jordskalv i Ecuador.
- 18 april
  - Sveriges bostadsminister Mehmet Kaplan avgår sedan det framkommit att han firat ramadan med medlemmar från den turkiska fascistiska organisationen Grå vargarna.
  - 16 skadas i en explosion i en buss i Jerusalem, Israel.
- 19 april – Prins Alexander av Sverige föds.
- 24 april – Parlamentsval hålls i Serbien.
- 29 april – 13 personer omkommer i en helikopterkrasch vid ön Turøy norr om Bergen, Norge.

### Maj

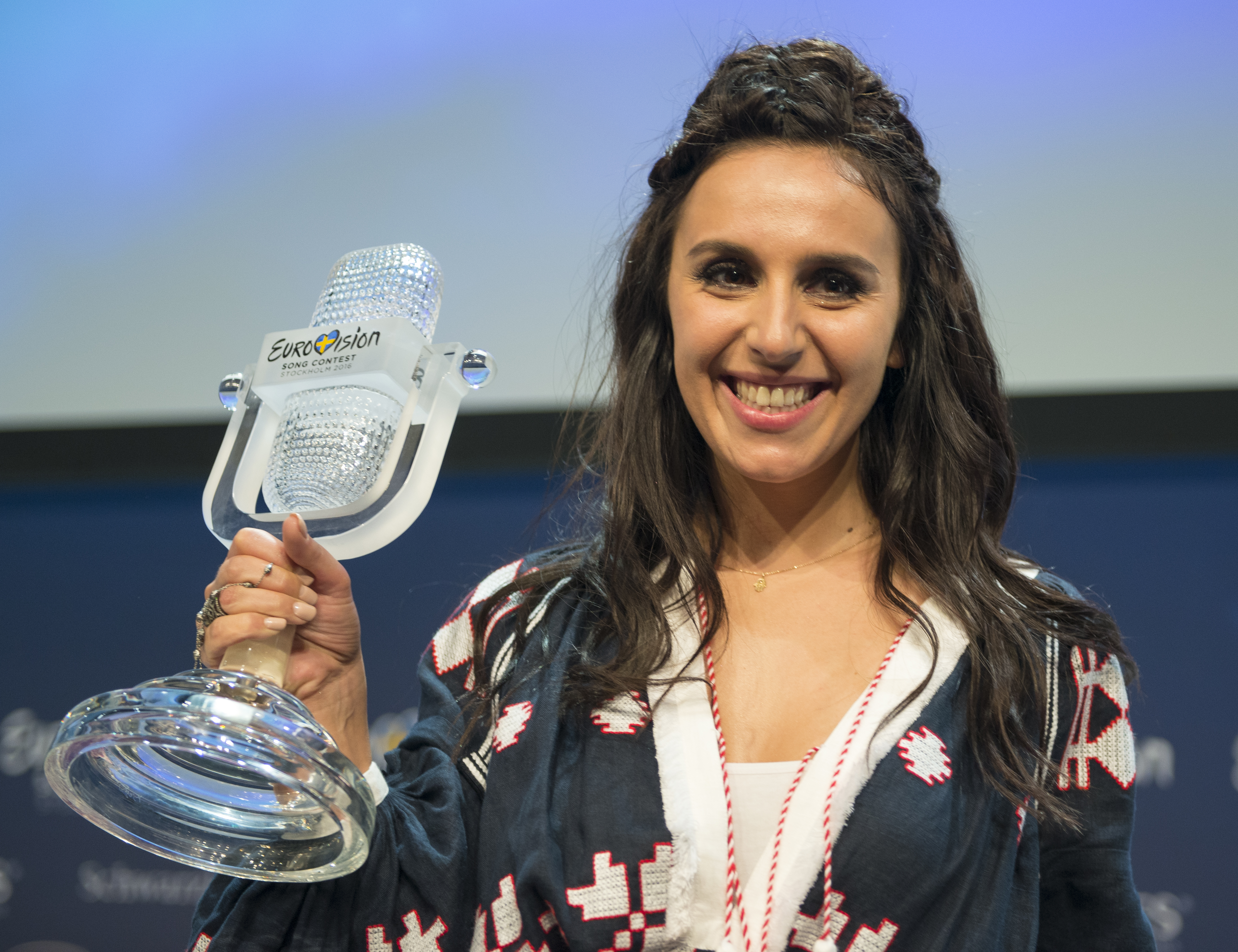
Jamala, vinnare av Eurovision Song Contest 2016.

- 1 maj – En skogsbrand bryter ut utanför Fort McMurray i Alberta, Kanada.
- 3 maj – Kosovo blir medlem i UEFA.
- 5 maj – Minst 28 personer dödas när bombplan attackerar flyktingläger i Sarmada i provinsen Idlib, Syrien.
- 6 maj – Stora skogsbränder härjar på Gotland. Byn Vänge hotas av branden.[36].
- 9 maj –  En Merkuriuspassage inträffar.
- 10–14 maj –  Musiktävlingen Eurovision Song Contest 2016 äger rum i Globen i Stockholm.
- 13 maj – Isabella Lövin efterträder Åsa Romson som språkrör för Miljöpartiet.
- 13 maj – Sara Stridsberg väljs in som ny ledamot av Svenska Akademien efter Gunnel Vallquist.
- 19 maj – 66 personer omkommer då EgyptAir Flight 804 på väg från Paris-Charles de Gaulle flygplats i Frankrike till Kairos internationella flygplats i Egypten störtar ner i Medelhavet söder om Grekland.
- 22 maj – Presidentval hålls i Österrike, men resultatet ogiltigförklaras efter fel i valprocessen. Omval hålls den 4 december.
- 24 maj – Binali Yıldırım blev ny premiärminister i Republiken Turkiet.

### Juni

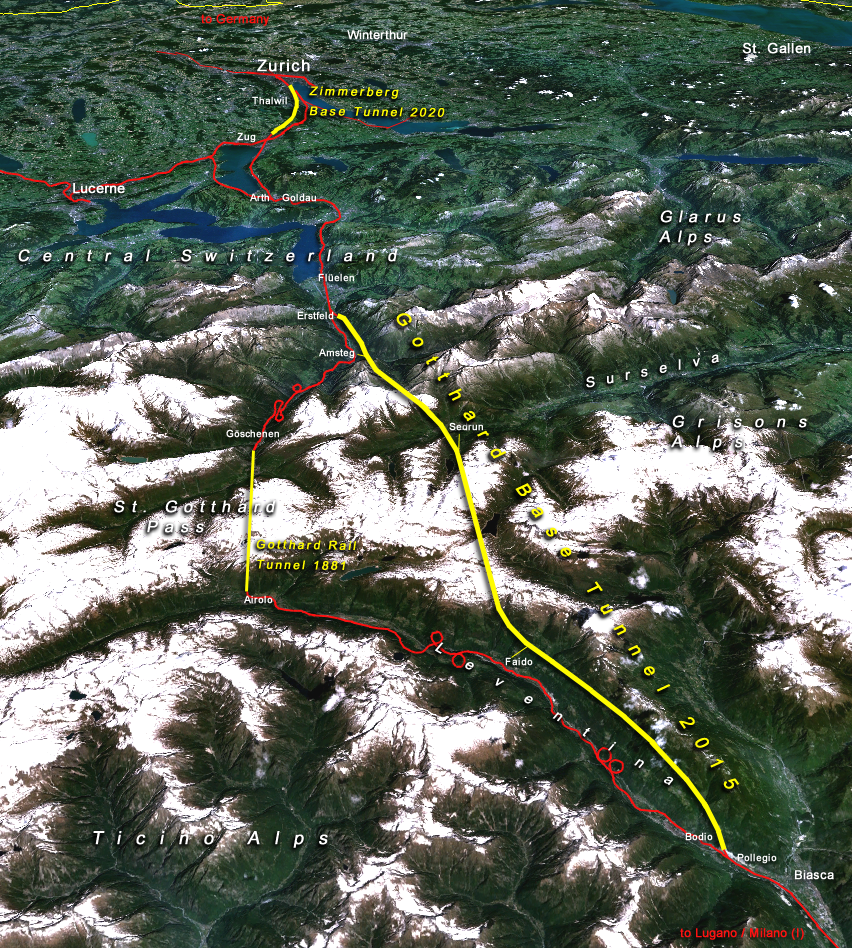
Europas längsta järnvägstunnel, Gotthardbastunneln invigdes.

Storbritannien röstade för utträde ur EU.

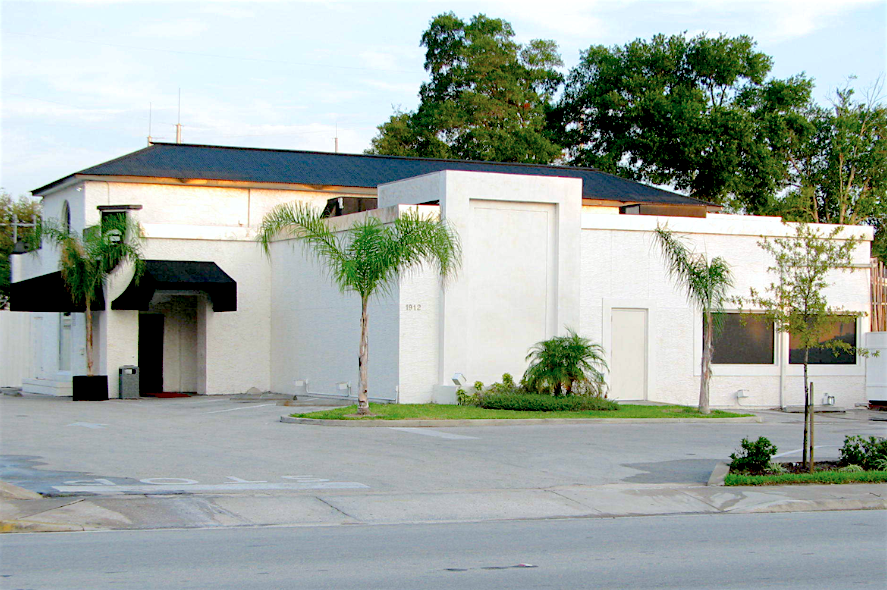
Terrordådet i Orlando 2016.

- 1 juni – Gotthardbastunneln, världens längsta järnvägstunnel, invigs i Schweiz.
- 2 juni – Leif Axmyr släpps från svenskt fängelse efter att ha dömts till Sveriges längsta fängelsestraff i modern tid, 51 år. Han hade vid sin frigivning avtjänat 34 år i fängelse.
- 5 juni – Den svenska birgittinnunnan Elisabeth Hesselblad helgonförklaras.
- 8 juni – Fyra personer dödas och nio skadas i en skjutning i en saluhall i Tel Aviv, Israel. Två palestinska män grips och anklagas för terrorbrott.
- 10–11 juni – Fler än 400 SAS-piloter går ut i strejk. 19 000 resenärer berörs.
- 10 juni
  - En person omkommer under studentfiranden i Visby.
  - Europamästerskapet i fotboll 2016 i Frankrike inleds.
- 12 juni – 50 personer dödas och 53 skadas i en skottlossning på en gayklubb i Orlando, USA. Dådet är den dittills allvarligaste skottlossningen i USA:s historia.
- 13 juni – En polis och hans fru knivhuggs till döds i sitt hem i Magnanville, Frankrike. Gärningsmannen säger sig tillhöra IS.
- 16 juni – Den brittiska Labour-politikern Jo Cox knivhuggs till döds vid ett väljarmöte i Birstall, England.
- 23 juni
  - Storbritannien håller en folkomröstning om medlemskap i EU där en majoritet, 51,9 %, röstar för att lämna EU.
  - Minst 24 personer omkommer då kraftiga skyfall orsakar översvämningar i West Virginia, USA.
- 25 juni – Guðni Jóhannesson väljs till Islands president.
- 28 juni
  - 45 personer dödas[37] och 239 skadas när två självmordsbombare attackerar Istanbul Atatürks flygplats i Istanbul, Turkiet.
  - Sverige väljs in i FN:s säkerhetsråd för mandatperioden 2017–2018.

### Juli

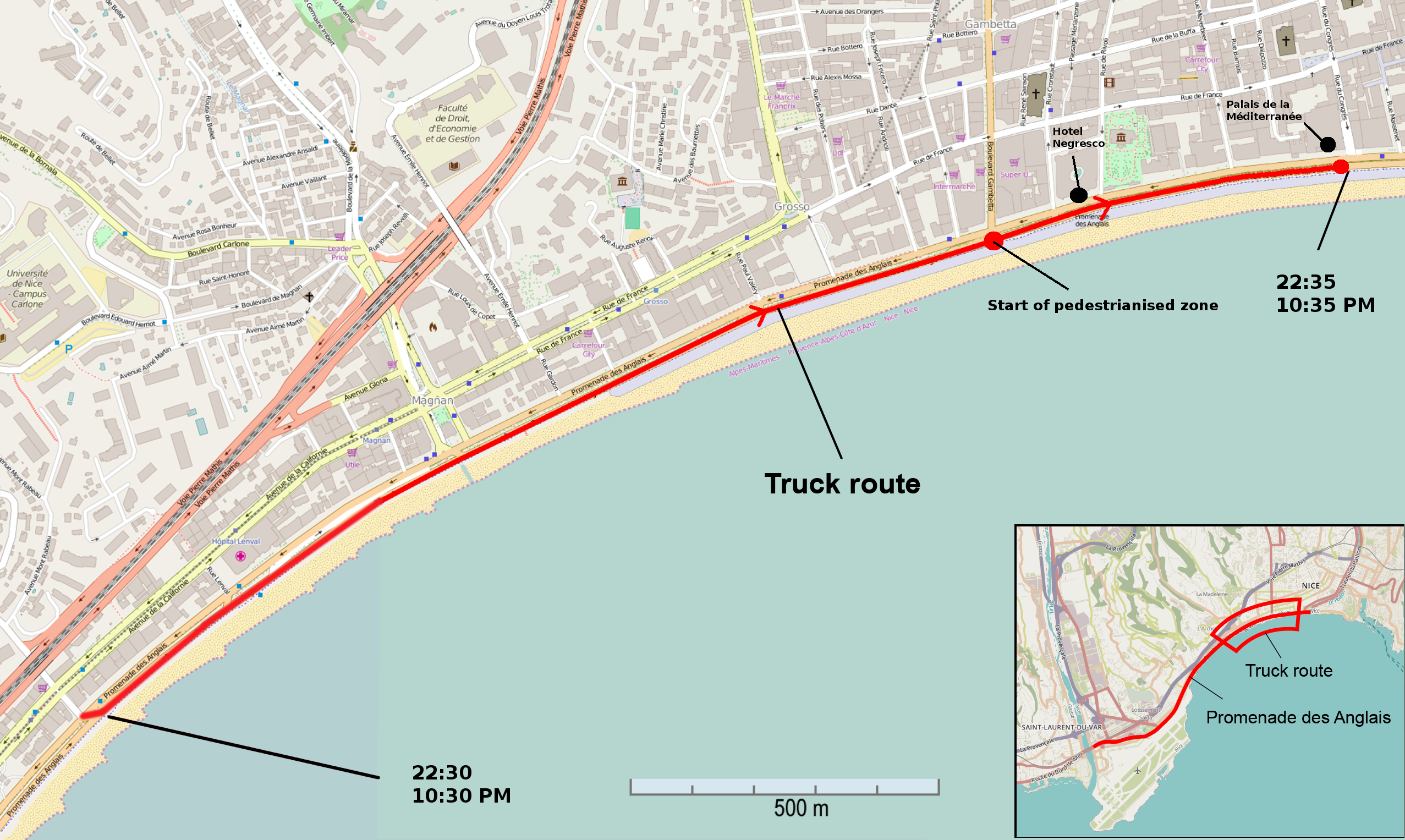
Attentatet i Nice 2016.

- 1 juli – 20 dödas i ett gisslandrama utfört av IS i Dhaka, Bangladesh.
- 3 juli – Över 130 dödas i ett bombdåd i centrala Bagdad, Irak.

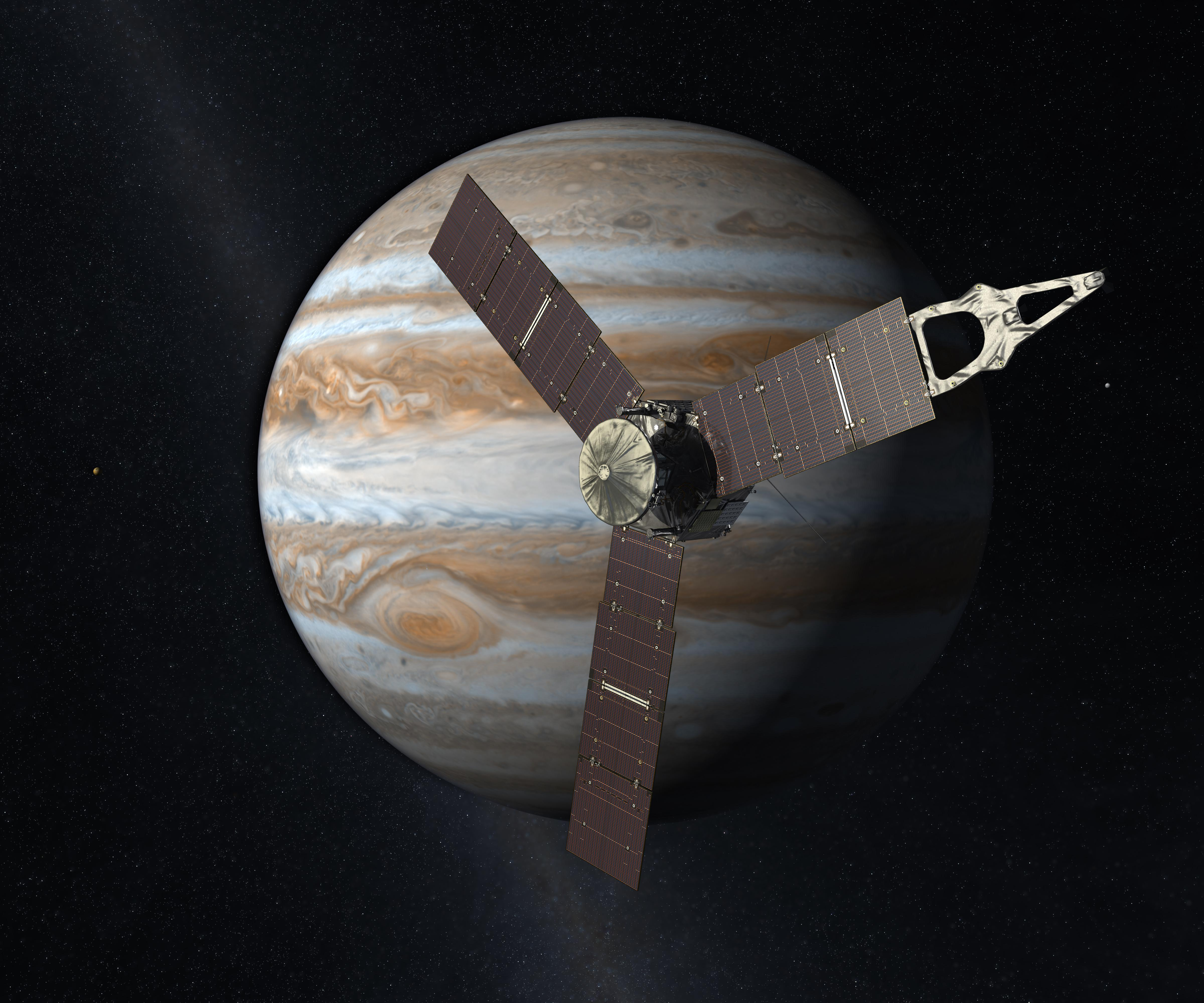
Juno vid Jupiter.

- 5 juli – Juno lägger sig i omloppsbana runt Jupiter efter nästan fem års färd.
- 8 juli – Fem poliser dödas av krypskyttar under en demonstration i Dallas, USA. Demonstranterna protesterade mot polisens dödsskjutningar av afroamerikaner.[38]
- 9 juli – Fler än 272 civila dödas och tusentals flyr efter inbördes strider i Sydsudan.[39]
- 10 juli – Portugals herrlandslag i fotboll vinner finalen i Europamästerskapen i fotboll 2016 i Frankrike.
- 12 juli – Fler än 27 personer omkommer och 50 skadas då två tåg frontalkrockar nära Bari, Italien.
- 13 juli – David Cameron avgår som Storbritanniens premiärminister och efterträds av Theresa May.
- 14 juli – 86 personer dödas och 458 skadas då en lastbil kör in i en folkmassa i Nice, Frankrike.
- 15 juli – Ett misslyckat försök till militärkupp inträffar i Turkiet. Landets president Recep Tayyip Erdoğan behåller sin post.
- 22 juli – 9 personer dödas och 16 skadas i en masskjutning i München, Tyskland.
- 23 juli – 97 personer dödas och 260 skadas då två bomber detonerar i Kabul, Afghanistan.
- 26 juli – En präst tas som gisslan i en kyrka och dödas i ett terrorattentat i Saint-Étienne-du-Rouvray, Frankrike. IS tar på sig dådet.

### Augusti

De 31:a Olympiska spelen hålls i Rio De Janeiro, Brasilien.

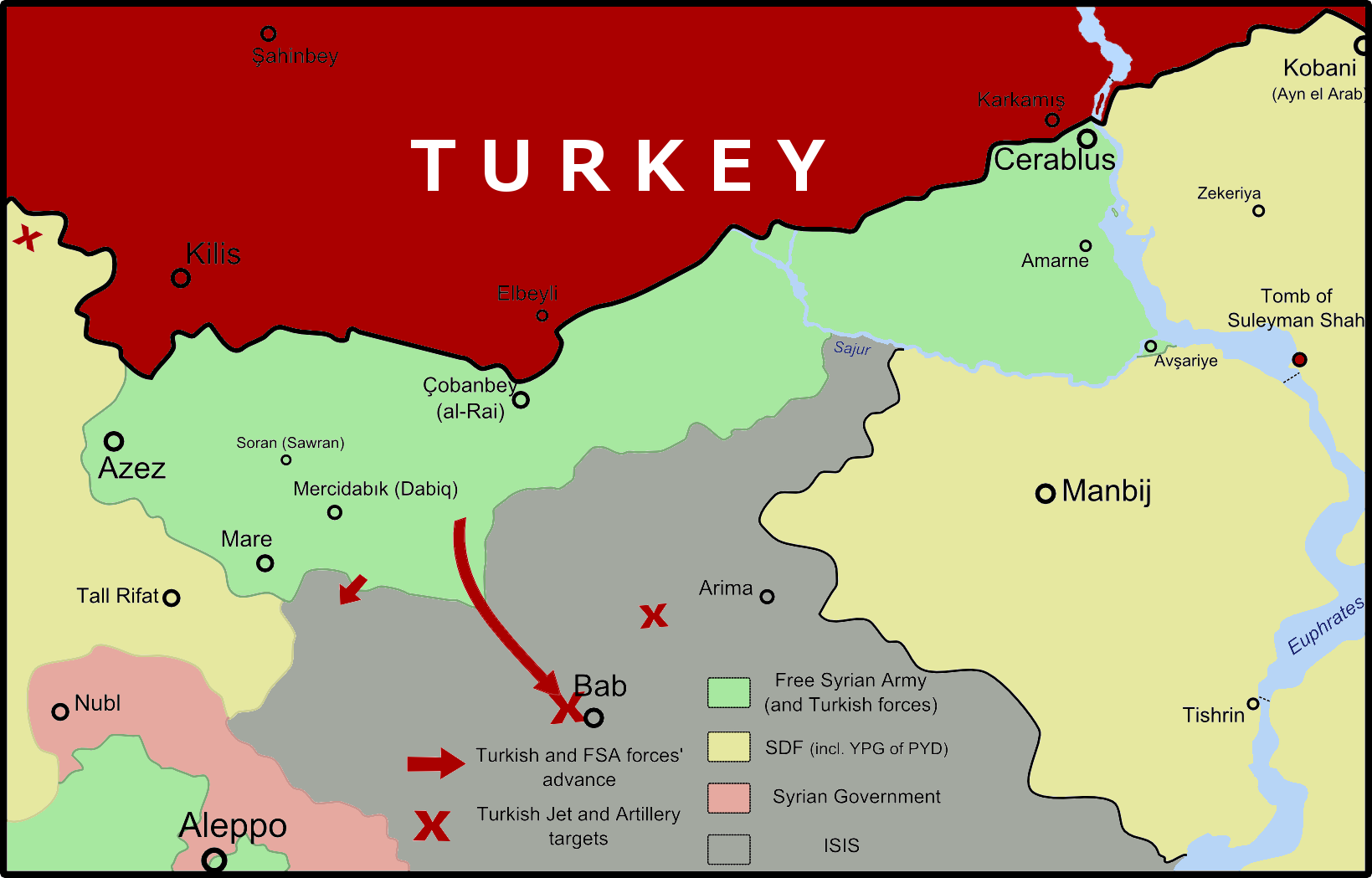
Kartöversikt över Operation Eufrats sköld.

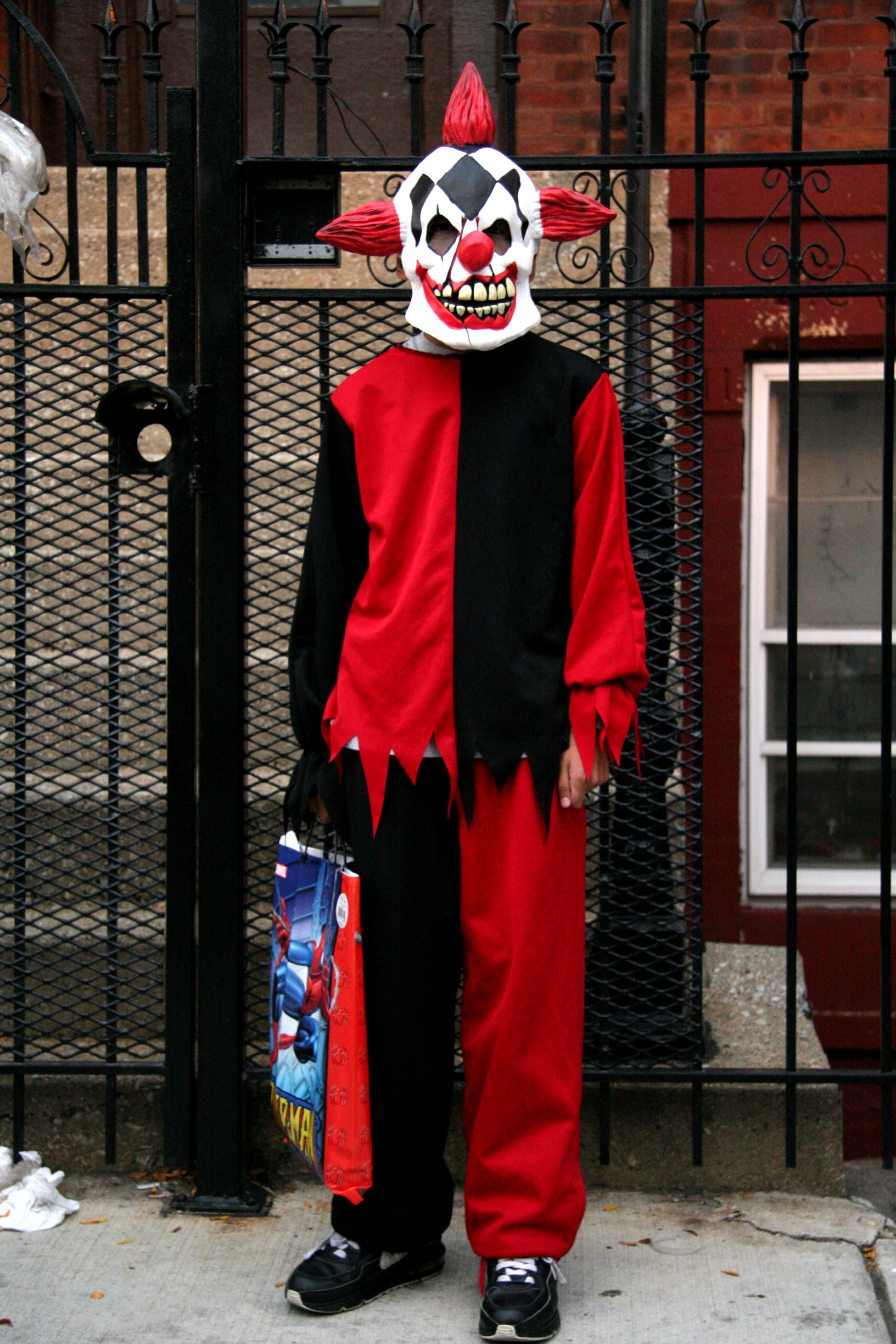
Clowniakttagelserna 2016 väckte stor uppmärksamhet.

- Clowniakttagelserna 2016 inleds och pågår under hösten.

- 1 augusti – Guðni Jóhannesson tillträder som Islands president.
- 3 augusti – En person omkommer och 32 skadas då ett flygplan kraschar på Dubais internationella flygplats.
- 5 augusti – De 31:a olympiska sommarspelen invigs i Rio de Janeiro, Brasilien.
- 6 augusti – Översvämningar i Makedonien dödar 21 personer.
- 11 augusti – Fyra dödas och ett flertal skadas i ett bombdåd i Hua Hin, Thailand[40].
- 13 augusti – Två dödas och fyra skadas när en beväpnad man går till attack på ett tåg i Schweiz[41].
- 16 augusti – Anders Bouvin utses till ny VD och koncernchef för Svenska Handelsbanken.
- 18 augusti – Våldsamma skogsbränder i Kalifornien hotar tiotusentals hem. Myndigheterna inför undantagstillstånd[42].
- 19 augusti – Förenta nationerna erkänner sin roll i koleraepidemin som drabbade Haiti under hösten 2010[43].
- 20 augusti – 57 personer dödas och 66 skadas i ett bombdåd riktat mot ett kurdiskt bröllop i Gaziantep, Turkiet.[44]
- 24 augusti
  - 299 personer omkommer och 388 skadas då en jordbävning drabbar centrala Italien.
  - Turkiet inleder Operation Eufrats sköld i nordvästra Syrien med målsättningen att rensa området från terrorister.
- 31 augusti
  - Brasiliens president Dilma Rousseff avsätts efter ha ställs inför riksrätt anklagad för korruption.
  - Två poliser och en civil blir skjutna när en man öppnar eld mot polisen i Christiania i Köpenhamn, Danmark.

### September
- 1 september – Flygningar mellan Kuba och USA återupptas efter 50 år.
- 2 september – Orkanen Hermine drar in över södra USA.
- 3 september – USA och Kina når en överenskommelse om ett klimatavtal.
- 4 september – Moder Teresa helgonförklaras.
- 7–18 september – Paralympiska sommarspelen hålls i Rio de Janeiro, Brasilien.
- 13 september – Nyhetsbyrån AFP meddelar att över 300 000 personer har dödats i syriska inbördeskriget sedan krigets början 2011.[45]
- 17 september – 29 personer skadas i en kraftig explosion på Manhattan i New York, USA.[46]
- 19 september – Byggandet av turiststaden Burj Ozone, en turiststad som kom att kosta 40 miljarder kronor, påbörjas utanför Sarajevo, Bosnien och Hercegovina.
- 21 september – Kungliga Konsthögskolan i Stockholm drabbas av en kraftig brand som pågår i mer än ett dygn.
- 24 september – Fyra personer dödas och minst en person skadas svårt i en skjutning i en galleria i Burlington norr om Seattle i Washington, USA.
- 29 september – En person omkommer och 100 skadas när ett pendeltåg kör in i en vägg på Hobokens järnvägsstation i New York, USA.

### Oktober
- 1 oktober – Minst 77 skadas i en gasexplosion på en restaurang Málaga, Spanien[47].
- 3 oktober – Den 46-årige ekonomen Kersti Kaljulaid väljs av estniska parlamentet, Riigikogu, till Estlands president och tillträder den 10 oktober.
- 4–7 oktober – Orkanen Matthew drar in över Karibien och orsakar förödelse i bland annat Haiti, Kuba och USA[48].
- 13 oktober – Rama IX (mer känd som kung Bhumibol), Thailands kung och statschef sedan 1946, avlider 88 år gammal.
- 8 oktober – Népszabadság, en av få  oppositionella tidningar i Ungern och tidigare landets största dagstidning, läggs oväntat ner.
- 16 oktober
  - Turkietstödda rebeller återtar den symboliskt viktiga staden Dabiq, Syrien från Islamiska staten.
  - Parlamentsval hålls i Montenegro.
- 17 oktober – Slaget om Mosul i Irak inleds mellan Iraks armé och Islamiska staten.
- 28 oktober – Federal Express Flight 910 kraschlandar på Fort Lauderdale–Hollywood International Airport. Ingen omkommer.
- 29 oktober
  - Litauen skickar ut en manual till sina tre miljoner medborgare om hur de ska agera i händelse av en rysk invasion.
  - Val till Alltinget hålls i Island.
- 31 oktober – Påven Franciskus besöker Malmö och Lund i Sverige.

### November

Presidentvalet i USA 2016.

- 4 november – En operation genomfördes mot det politiska partiet HDP i Turkiet, och medordförandena Selahattin Demirtaş och Figen Yüksekdağ greps.
- 6 november – Slaget om Raqqa inleds i den IS-kontrollerade staden ar-Raqqa, Syrien.
- 7–18 november – FN:s klimatkonferens hålls i Marrakech, Marocko.
- 8 november – I presidentvalet i USA vinner republikanen Donald Trump mot demokraten Hillary Clinton.[49]
- 9 november – Snökaos råder i Sverige, med 1 meter snö i delar av landet samt en halvmeter snö i Stockholm.
- 12 november – Minst 50 personer dödas i en explosion i templet Shah Noorani i sydvästra Pakistan. IS påstår sig ligga bakom attacken.
- 18 november – Världshälsoorganisationen betraktar inte längre zikaepidemin som världshotande.
- 20 november – Minst 27 personer dödas då den syriska regimen flygbombar Aleppo, Syrien. Bland annat träffas ett antal sjukhus och vårdkliniker, vilket gör att staden saknar fungerande sjukvård.[50]
- 23 november – Regeringen Ratas tillträder i Estland, ledd av premiärminister Jüri Ratas.
- 27 november – Gävlebocken bränns ner klockan 23.00
- 28 november – 71 personer omkommer då LaMia Airlines Flight 2933 kraschar nära La Unión, Colombia.

### December
- 1 december

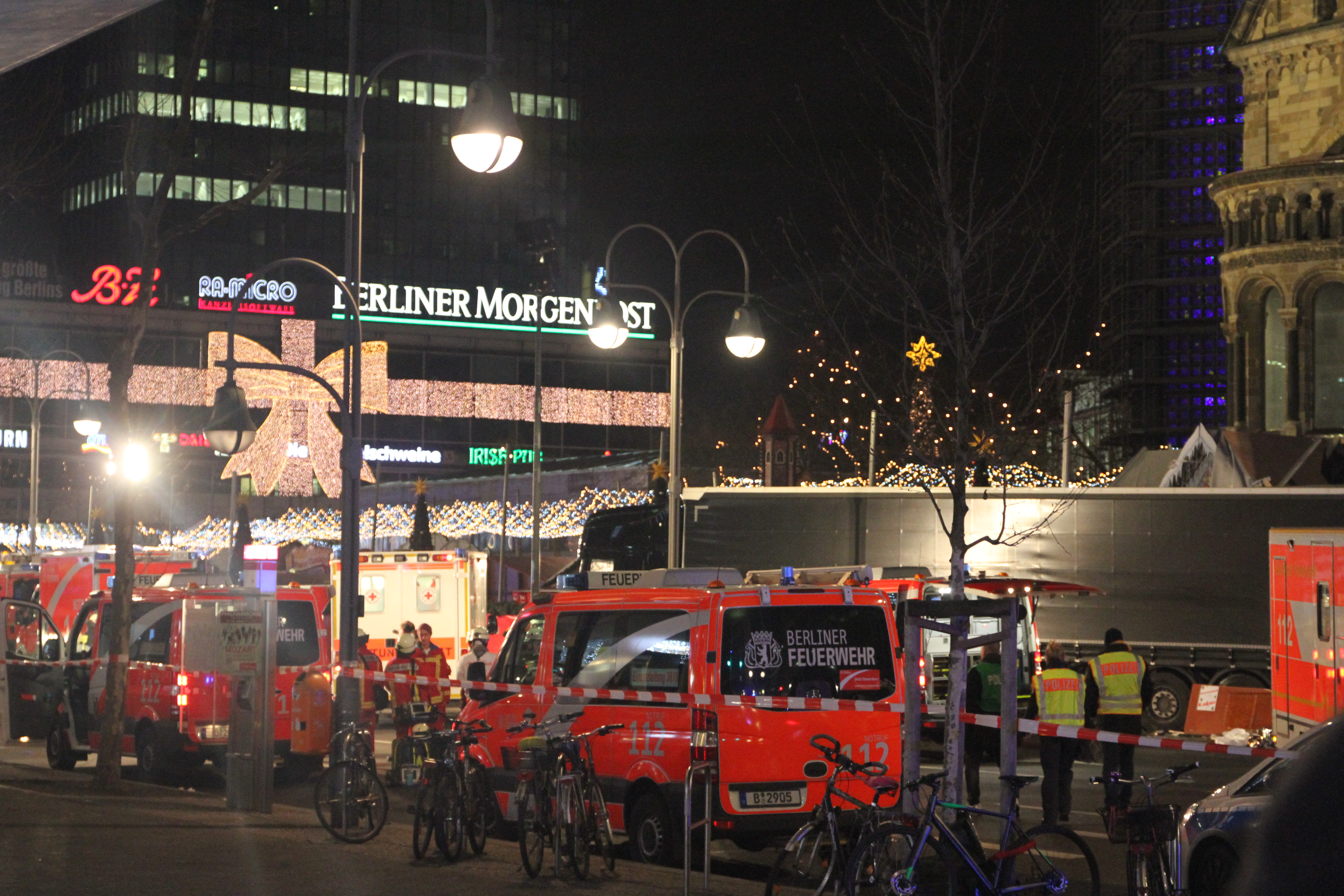
Attentatet i Berlin 2016.

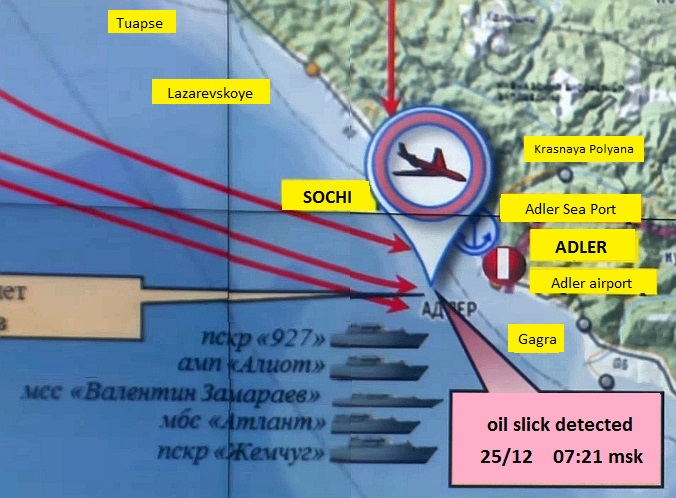
Ryska försvarsministeriets flyghaveri i Svarta havet 2016.

  - Maha Vajiralongkorn blir den nye kungen av Thailand efter fadern Bhumibol Adulyadejs bortgång.
  - Frankrikes president François Hollande meddelar att han inte tänker kandidera för en andra mandatperiod vid presidentvalet 2017.
- 2 december – Två personer skjuts till döds på ett kafé i Rinkeby i Stockholm.
- 7 december – 47 personer omkommer då ett ATR-plan från Pakistan International Airlines kraschar i Pakistan.
- 10 december – Minst 38 personer dödas och 166 skadas i en explosion i närheten av Besiktas-arenan i centrala Istanbul, Turkiet.[51]
- 11 december – 25 personer dödas i ett attentat mot Markuskatedralen i Kairo, Egypten[52].
- 12 december
  - Italiens premiärminister Matteo Renzi avgår efter en folkomröstning om grundlagsförändringar och efterträds av Paolo Gentiloni.
  - Bashar al-Assads regeringsstyrkor segrar i slaget om Aleppo.
- 19 december
  - 12 personer dödas och 48 skadas då en kapad lastbil kör in i en julmarknad i Berlin, Tyskland.
  - Den ryske ambassadören Andrej Karlov skjuts till döds under en konstutställning i Turkiets huvudstad Ankara[53].
- 23 december – Ett kapat libyskt inrikesflygplan med 118 passagerare tvingas landa i Malta. Kaparna ger sedan upp och friger samtliga passagerare.[54]
- 25 december – 92 personer omkommer då ett ryskt militärflygplan störtar i Svarta havet.
- 26–27 december – Stormen Urd drar in över västra och södra Sverige samt Norge.

### Hela året
- Hela året – San Sebastián (Spanien) och Wrocław (Polen) är Europas kulturhuvudstäder.

## Födda

### Mars
- 2 mars – Oscar, svensk prins, son till kronprinsessan Victoria och prins Daniel.

### April
- 19 april – Alexander, svensk prins, son till prins Carl Philip och prinsessan Sofia.

## Avlidna
För mer information se artikeln Avlidna 2016.

### Januari

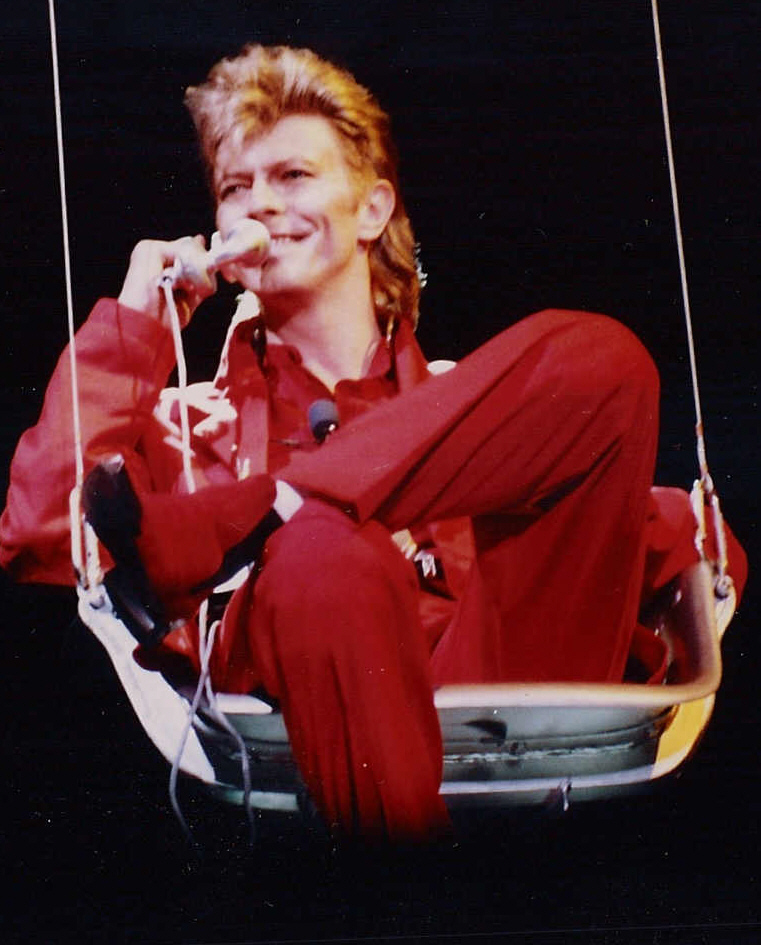
David Bowie

- 7 januari – Ashraf Pahlavi, 96, iransk prinsessa.
- 10 januari – David Bowie, 69, brittisk musiker, låtskrivare och skådespelare.
- 11 januari – Gunnel Vallquist, 97, svensk författare, översättare och kritiker, medlem av Svenska Akademien.
- 14 januari – Alan Rickman, 69, brittisk skådespelare.
- 17 januari
  - Carina Jaarnek, 53, svensk sångare.[55]
  - Kjell Alinge, 72, svensk radioprofil, författare och journalist.
- 18 januari – Glenn Frey, 67, amerikansk musiker.
- 19 januari
  - Yasutaro Koide, 112, japansk man, världens äldste levande man.
  - Ettore Scola, 84, italiensk manusförfattare och filmregissör.
- 21 januari –  Bill Johnson, 55, amerikansk skidåkare.[56]
- 26 januari
  - Colin Vearncombe, 53, brittisk sångare och låtskrivare.
  - Tuss Hyland, 89, änka till Lennart Hyland.
- 28 januari – Paul Kantner, 74, amerikansk musiker (Jefferson Airplane).
- 29 januari – Jacques Rivette, 87, fransk filmregissör.
- 30 januari – Calle Wisborg, 46, svensk musikproducent och programledare.
- 31 januari
  - Sir Terry Wogan, 77, irländsk-brittisk radio- och tv-personlighet.
  - Frank Finlay, 89, brittisk skådespelare.

### Februari
- 4 februari – Ulf Söderblom, 85, finländsk dirigent och musikprofessor.
- 5 februari – Bodil Malmsten, 71, svensk författare.
- 15 februari – George Gaynes, 98, amerikansk skådespelare.
- 16 februari – Boutros Boutros-Ghali, 93, egyptisk politiker och diplomat, FN:s generalsekreterare 1992–1996.
- 17 februari – Andrzej Żuławski, 75, polsk filmregissör.
- 19 februari
  - Umberto Eco, 84, italiensk författare och filosof.
  - Harper Lee, 89, amerikansk författare.
- 28 februari – George Kennedy, 91, amerikansk skådespelare.
- 29 februari – Josefin Nilsson, 46, svensk skådespelare och sångare (Ainbusk Singers).

### Mars
- 2 mars – Johann Georg av Hohenzollern-Sigmaringen, 83, tysk prins, make till prinsessan Birgitta av Sverige.
- 3 mars – Berta Cáceres, 42, honduransk miljöaktivist.
- 6 mars – Nancy Reagan, 94, amerikansk skådespelare, änka till Ronald Reagan; USA:s första dam 1981–1989.
- 8 mars
  - George Martin, 90, brittisk musikproducent.
  - Richard Davalos, 85, amerikansk skådespelare.
- 10 mars – Keith Emerson, 71, brittisk musiker
- 12 mars – Lloyd Shapley, 92, amerikansk nationalekonom, mottagare av Sveriges Riksbanks ekonomipris 2012.
- 14 mars – Roland Wallstén, 73,

svensk bildkonstnär.
- 20 mars – Anker Jørgensen, 93, dansk politiker, Danmarks statsminister 1972–1973 och 1975–1982.
- 21 mars – Jan-Öjvind Swahn, 90, svensk folklorist och docent i etnologi.
- 24 mars – Johan Cruijff, 68, nederländsk fotbollsspelare och tränare.
- 29 mars – Patty Duke, 69, amerikansk skådespelare.
- 31 mars
  - Hans-Dietrich Genscher, 89, tysk politiker, Västtysklands (från 1990 Tysklands) utrikesminister 1974–1992.
  - Zaha Hadid, 65, irakisk-brittisk arkitekt.
  - Imre Kertész, 86, ungersk författare, Nobelpristagare i litteratur 2002.

### April
- 3 april

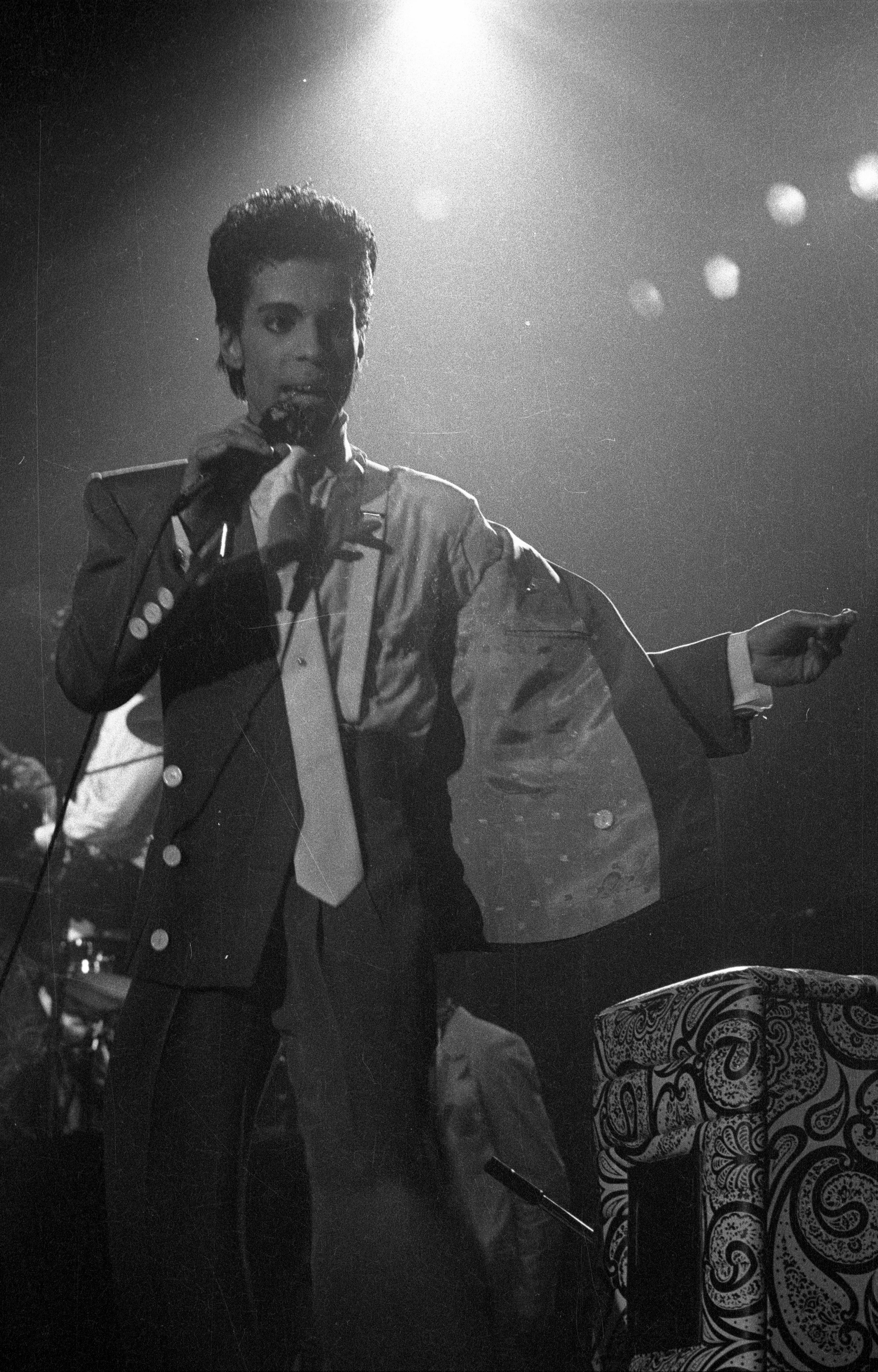
Prince

  - Joe Medicine Crow, 102, amerikansk historiker, författare och lektor.
  - Lars Gustafsson, 79, svensk författare och filosof.
- 6 april – Merle Haggard, 79, amerikansk countrymusiker.
- 12 april
  - Göran Palm, 85, svensk författare.
  - Arnold Wesker, 83, brittisk dramatiker.
- 15 april – Lars-Inge Svartenbrandt, 70, svensk brottsling.
- 16 april – Jeanette Bonnier, 82, svensk journalist och företagare.
- 17 april – Doris Roberts, 90, amerikansk skådespelare.
- 18 april
  - Eva Henning, 95, svensk skådespelare.
  - Lasse Flinckman, 66, svensk dragshowartist.
- 19 april
  - Patricio Aylwin, 97, chilensk politiker, Chiles president 1990–1994.
  - Walter Kohn, 93, amerikansk fysiker, Nobelpristagare i kemi 1998.
- 21 april
  - Prince, 57, amerikansk musiker.
  - Per-Simon Kildal, 64, svensk-norsk professor i antennsystem.
- 30 april – Harold Kroto, 76, brittisk kemist, Nobelpristagare i kemi 1996.

### Maj

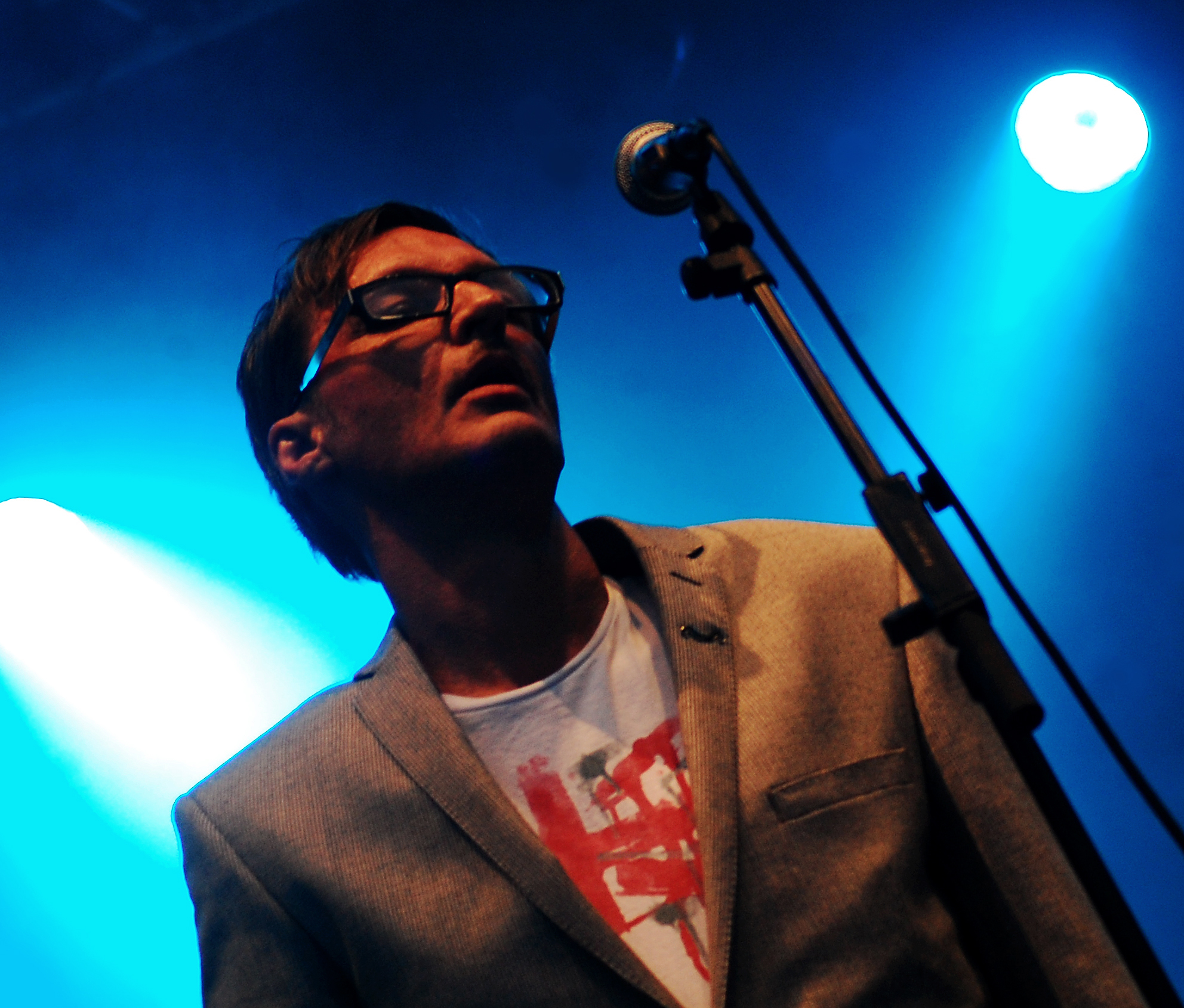
Olle Ljungström

- 3 maj – Carl Fredrik Reuterswärd, 81, svensk konstnär och poet.
- 4 maj
  - Olle Ljungström, 54, svensk musiker och låtskrivare.
  - Kåre Sigurdson, 85, svensk skådespelare.
- 6 maj – Margot Honecker, 89, tysk politiker, änka till Erich Honecker; Östtysklands utbildningsminister 1963–1989.
- 12 maj – Susannah Mushatt Jones, 116, amerikansk kvinna, världens äldsta levande person.
- 21 maj – Nick Menza, 51, amerikansk trummis (Megadeth).
- 23 maj – Lena Dahlman, 77, svensk skådespelare.

### Juni
- 2 juni

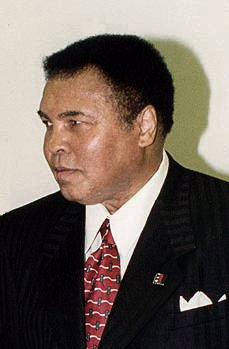
Muhammad Ali

  - Freddie Wadling, 64, svensk sångare, skådespelare och serieskapare.
  - Corry Brokken, 83, nederländsk sångare.
- 3 juni – Muhammad Ali, 74, amerikansk boxare.
- 6 juni – Theresa Saldana, 61, amerikansk skådespelare.
- 7 juni – Stephen Keshi, 54, nigeriansk fotbollsspelare och tränare.
- 10 juni – Gordie Howe, 88, kanadensisk ishockeyspelare.
- 11 juni – Lars Skytøen, 86, norsk politiker och fackföreningsledare.
- 16 juni – Jo Cox, 41, brittisk politiker.
- 24 juni – Bo Strömstedt, 87, svensk publicist.
- 27 juni – Aharon Ipalé, 74, israelisk-amerikansk skådespelare.
- 28 juni – Scotty Moore, 84, amerikansk gitarrist.
- 30 juni – Martin Lundström, 98, svensk skidåkare.

### Juli

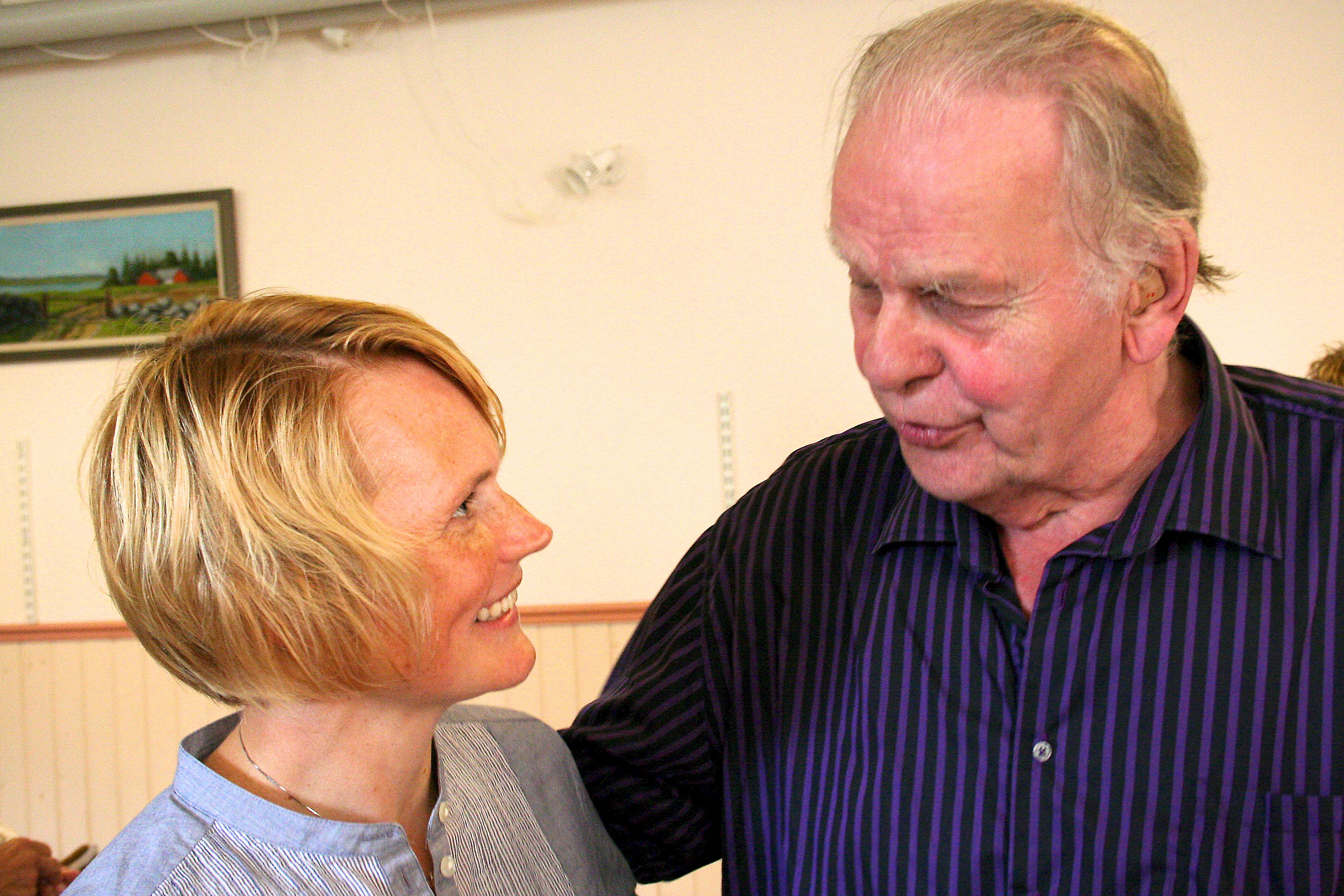
Thorbjörn Fälldin

- 2 juli – Elie Wiesel, 87, rumänsk-amerikansk författare och överlevare av Förintelsen, mottagare av Nobels fredspris 1986.
- 4 juli – Abbas Kiarostami, 76, iransk filmregissör.
- 5 juli – William L. Armstrong, 79, amerikansk republikansk politiker, senator 1979–1991.
- 14 juli – Péter Esterházy, 66, ungersk författare.
- 18 juli – Matilda Rapaport, 30, svensk skidåkare.
- 19 juli – Garry Marshall, 81, amerikansk filmregissör, producent och manusförfattare.
- 23 juli – Thorbjörn Fälldin, 90, svensk politiker, Centerpartiets partiledare 1971–1985, Sveriges statsminister 1976–1978 och 1979–1982.
- 24 juli – Marni Nixon, 86, amerikansk sångare och skådespelare.
- 26 juli – C.-H. Hermansson, 98, svensk politiker, Vänsterpartiets partiledare 1964–1975.
- 27 juli – Piet de Jong, 101, nederländsk politiker, Nederländernas premiärminister 1967–1971.
- 30 juli – Bengt Rydin, 90, svensk jurist, justitieråd 1979–1992.
- 31 juli – Mats Gellerfelt, 64, svensk kulturkritiker, författare och översättare.

### Augusti
- 2 augusti – Ahmed Zewail, 70, egyptisk-amerikansk kemist, Nobelpristagare i kemi 1999.
- 6 augusti – Jan Wilsgaard, 86, svensk-norsk bildesigner, designchef för Volvo.
- 13 augusti – Kenny Baker, 81, brittisk skådespelare.
- 16 augusti – João Havelange, 100, brasiliansk fotbollsfunktionär, Fifa:s president 1974–1998.
- 21 augusti – Basia Frydman, 70, polsk-svensk skådespelare.
- 22 augusti – Toots Thielemans, 94, belgisk-amerikansk jazzmusiker.
- 23 augusti – Reinhard Selten, 85, tysk nationalekonom, mottagare av Sveriges Riksbanks ekonomipris 1994.
- 24 augusti
  - Walter Scheel, 97, tysk politiker, Västtysklands förbundspresident 1974–1979.
  - Roger Tsien, 64, amerikansk biokemist, Nobelpristagare i kemi 2008.
- 25 augusti
  - James Cronin, 84, amerikansk fysiker, Nobelpristagare i fysik 1980.
  - Sonia Rykiel, 86, fransk modeskapare.
- 28 augusti – Lennart Häggroth, 76, svensk ishockeyspelare.
- 29 augusti – Gene Wilder, 83, amerikansk skådespelare.
- 30 augusti – Marc Riboud, 93, fransk fotograf.

### September
- 1 september – Islam Karimov, 78, uzbekisk politiker, Uzbekistans president sedan 1990.
- 3 september – Clifford "Pee Wee" Trahan, 77, amerikansk musiker.
- 12 september – Gunnila Bernadotte, 93, svensk grevinna, gift med Carl Johan Bernadotte.
- 16 september – Carlo Azeglio Ciampi, 95, italiensk politiker, Italiens premiärminister 1993–1994, president 1999–2006.
- 17 september – Sigge Parling, 86, svensk fotbollsspelare.
- 19 september – Jan O. Karlsson, 77, svensk politiker (Socialdemokraterna), Sveriges biståndsminister och migrationsminister 2002–2003.
- 22 september – Kjell Albin Abrahamson, 71, svensk journalist.
- 28 september – Shimon Peres, 93, israelisk politiker, Israels premiärminister 1977, 1984–1986, 1995–1996 och president 2007–2014, mottagare av Nobels fredspris 1994.

### Oktober
- 1 oktober – Hanna Landing, 84, svensk skådespelare.
- 5 oktober – Michal Kováč, 86, slovakisk politiker, Slovakiens president 1993–1998.
- 9 oktober – Andrzej Wajda, 90, polsk filmregissör.
- 11 oktober
  - Pia Hallström, 55, svensk politiker (Moderaterna), riksdagsledamot sedan 2010.
  - Lars Huldén, 90, finlandssvensk författare och översättare.
- 13 oktober
  - Bhumibol Adulyadej, 88, thailändsk kunglighet, Thailands kung sedan 1946.
  - Dario Fo, 90, italiensk författare, Nobelpristagare i litteratur 1997.
- 23 oktober
  - William Löfqvist, 69, svensk ishockeymålvakt.
  - Pete Burns, 57, brittisk sångare (Dead or Alive).
- 24 oktober – Bobby Vee, 73, amerikansk sångare.

### November
- 7 november

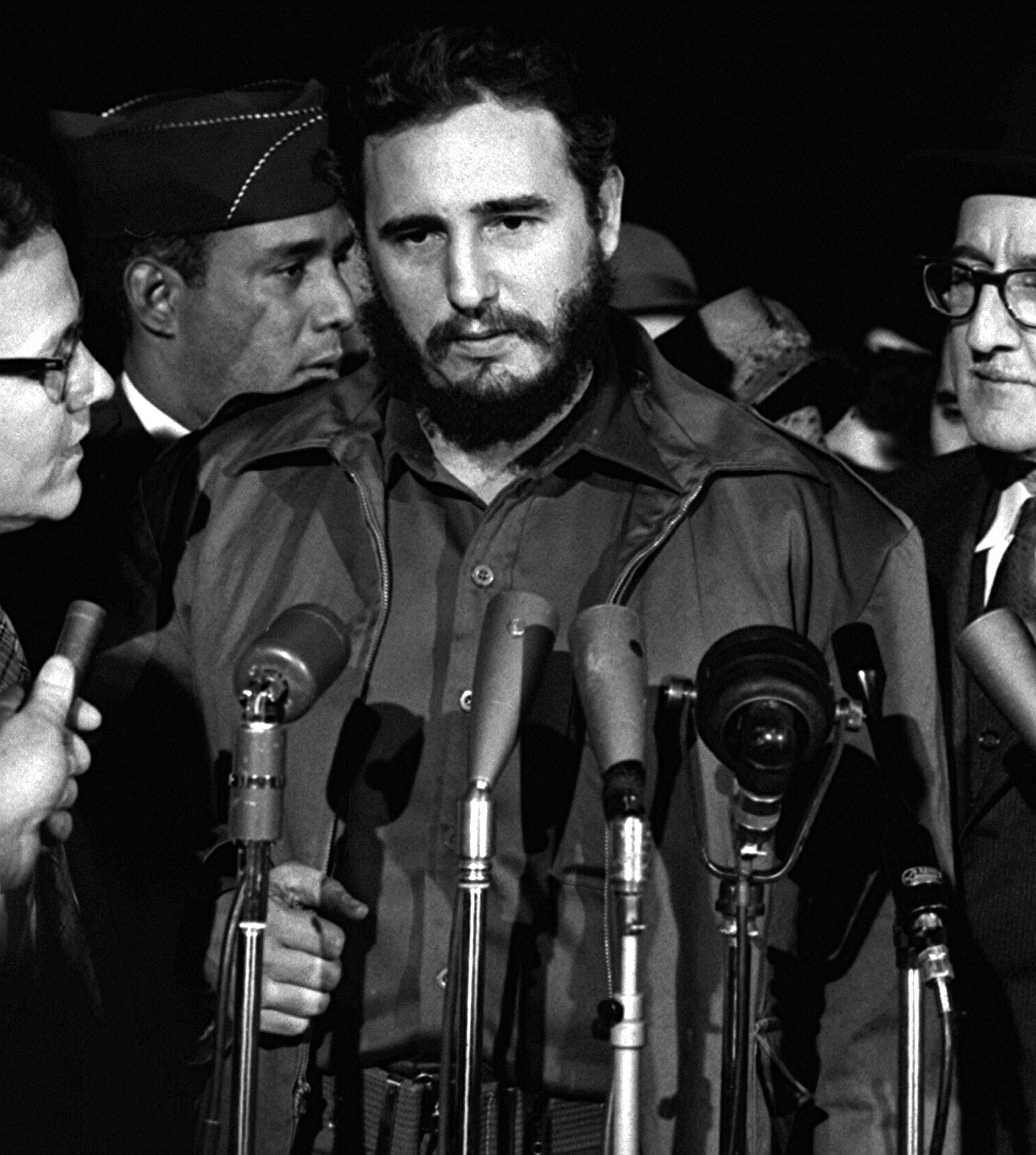
Fidel Castro

  - Janet Reno, 78, amerikansk jurist och politiker, USA:s justitieminister 1993–2001.
  - Leonard Cohen, 82, kanadensisk musiker och författare.
- 8 november – Lena Hansson, 72, svensk skådespelare och sångare.
- 9 november – Åke Cato, 82, svensk författare, manusförfattare och underhållare.
- 11 november
  - Ilse Aichinger, 95, österrikisk författare.
  - Robert Vaughn, 83, amerikansk skådespelare.
- 13 november – Leon Russell, 74, amerikansk musiker.
- 14 november – Gun Hellsvik, 74, svensk politiker (Moderaterna), Sveriges justitieminister 1991–1994.
- 15 november – Mose Allison, 89, amerikansk jazzmusiker.
- 19 november – Karl G Gustafson, 80, svensk skådespelare.
- 23 november
  - Karin Johannisson, 72, svensk författare och professor i idé- och lärdomshistoria.
  - Andrew Sachs, 86, tysk-brittisk skådespelare.
- 25 november – Fidel Castro, 90, kubansk politiker och revolutionär, Kubas premiärminister 1959–1976 och president 1976–2008.

### December

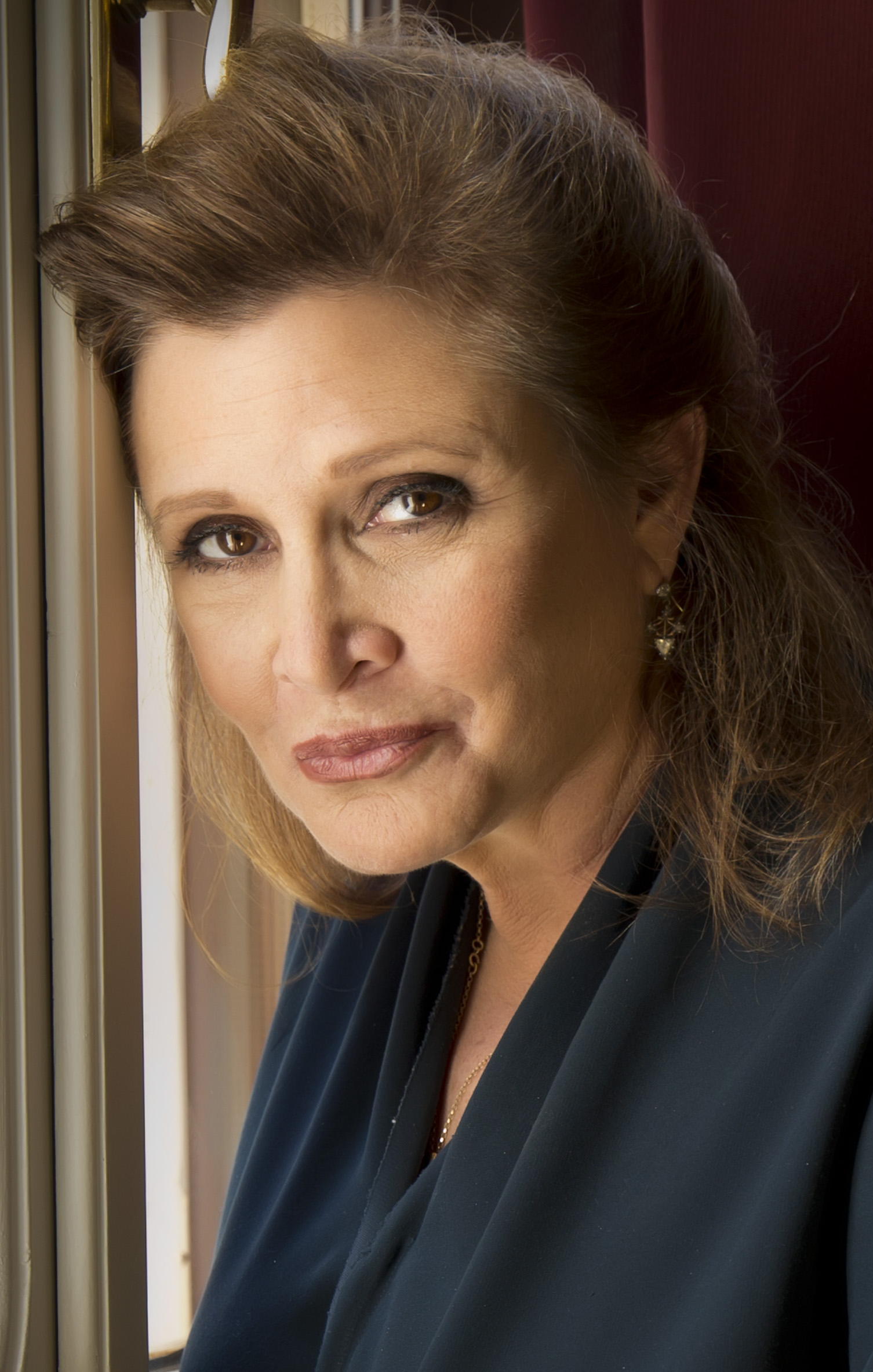
Carrie Fisher

- 8 december – John Glenn, 95, amerikansk astronaut och politiker.
- 10 december
  - Hans-Eric Hellberg, 89, svensk författare.
  - Georg Klein, 91, ungersk-svensk cancerforskare och författare.
- 11 december – Esma Redžepova, 73, makedonisk sångare.
- 13 december – Thomas Schelling, 95, amerikansk nationalekonom, mottagare av Sveriges Riksbanks ekonomipris 2005.
- 17 december – Henry Heimlich, 96, amerikansk läkare.
- 18 december – Zsa Zsa Gabor, 99, ungersk-amerikansk skådespelare.
- 20 december – Michèle Morgan, 96, fransk skådespelare.
- 24 december
  - Rick Parfitt, 68, brittisk gitarrist, (Status Quo).
  - Richard Adams, 96, brittisk författare.
- 25 december – George Michael, 53, brittisk sångare.
- 27 december – Carrie Fisher, 60, amerikansk skådespelare och författare.
- 28 december
  - Gregorio Álvarez, 91, uruguayansk militär och politiker, Uruguays president 1981–1985.
  - Debbie Reynolds, 84, amerikansk skådespelare.

## Nobelpris
- Nobelpriset i fysiologi eller medicin – Yoshinori Ohsumi, Japan
- Nobelpriset i fysik – David J. Thouless, Duncan Haldane, John M. Kosterlitz (alla Storbritannien, delvis verksam i USA)
- Nobelpriset i kemi – Jean-Pierre Sauvage (Frankrike), Fraser Stoddart (USA), Ben Feringa (Nederländerna)
- Nobelpriset i litteratur – Bob Dylan (USA)
- Nobels fredspris – Juan Manuel Santos (Colombia)
- Nobelpriset i ekonomi – Oliver Hart (Storbritannien), Bengt Holmström (Finland) (båda verksamma i USA)